# Přehled seniorských mistrů Československa v zápase
Přehled seniorských mistrů Československa v zápase je seznam mistrů Československa v zápase řecko–římský v období 1930–1992 a ve volném stylu v období 1950–1992.

## Zápas řecko-římský

### 1930
Mistrovství se konalo v Praze
| Kategorie | Vítěz                           | Oddíl                 |
| --------- | ------------------------------- | --------------------- |
| 56 kg     | Antonín Nič                     | KA Žižka              |
| 61 kg     | Jan Bozděch                     | Baťa Zlín             |
| 66 kg     | František Kratochvíl (zápasník) | KA Žižka              |
| 72 kg     | Alois Samec                     | KA Žižka              |
| 79 kg     | František Haala                 | Soukup Vršovice       |
| 87 kg     | Josef Vávra (zápasník)          | AFK Bohemians Praha   |
| +87 kg    | Josef Urban                     | AFK Stráž Bezpečnosti |

### 1931
Mistrovství se konalo v Praze
| Kategorie | Vítěz            | Oddíl               |
| --------- | ---------------- | ------------------- |
| 56 kg     | Antonín Nič      | KA Žižka            |
| 61 kg     | Jan Bozděch      | SKEP                |
| 66 kg     | Jiří Mestek      | KA Nusle            |
| 72 kg     | Alois Samec      | KA Žižka            |
| 79 kg     | Vladimír Vávra   | AFK Bohemians Praha |
| 87 kg     | František Mráček | AFK Bohemians Praha |
| +87 kg    | Kladiva          | ČAK Vinohrady       |

### 1932
Mistrovství se konalo v Praze
| Kategorie | Vítěz                      | Oddíl                 |
| --------- | -------------------------- | --------------------- |
| 56 kg     | Antonín Tolar              | KA Nusle              |
| 61 kg     | František Janda (zápasník) | AFK Bohemians Praha   |
| 66 kg     | Hlaváček                   | Bína Vysočany         |
| 72 kg     | Karel Zvonař               | Soukup Vršovice       |
| 79 kg     | Vladimír Vávra             | AFK Bohemians Praha   |
| 87 kg     | Jiří Vilas                 | AFK Bohemians Praha   |
| +87 kg    | Josef Urban                | AFK Stráž Bezpečnosti |

### 1933
Mistrovství se konalo v Praze
| Kategorie | Vítěz                      | Oddíl                 |
| --------- | -------------------------- | --------------------- |
| 56 kg     | Antonín Nič                | KA Žižka              |
| 61 kg     | František Janda (zápasník) | AFK Bohemians Praha   |
| 66 kg     | Jiří Mestek                | KA Nusle              |
| 72 kg     | Josef Šírek                |                       |
| 79 kg     | František Novák (zápasník) | ČAK Vinohrady         |
| 87 kg     | František Mráček           | AFK Bohemians Praha   |
| +87 kg    | Josef Klapuch              | AFK Stráž Bezpečnosti |

### 1934
Mistrovství se konalo v Praze
| Kategorie | Vítěz                           | Oddíl                 |
| --------- | ------------------------------- | --------------------- |
| 56 kg     | Antonín Nič                     | KA Žižka              |
| 61 kg     | Herschander                     |                       |
| 66 kg     | František Kratochvíl (zápasník) | KA Žižka              |
| 72 kg     | Josef Šírek                     |                       |
| 79 kg     | Josef Přibyl (zápasník)         | AFK Bohemians Praha   |
| 87 kg     | František Mráček                | AFK Bohemians Praha   |
| +87 kg    | Josef Klapuch                   | AFK Stráž Bezpečnosti |

### 1935
Mistrovství se konalo v Praze
| Kategorie | Vítěz                   | Oddíl                 |
| --------- | ----------------------- | --------------------- |
| 56 kg     | Antonín Nič             | KA Žižka              |
| 61 kg     | Špatenka                | AFK Waldes            |
| 66 kg     | Jozef Herda             | AFK Stráž Bezpečnosti |
| 72 kg     | Karel Zvonař            | AFK Bohemians Praha   |
| 79 kg     | Josef Přibyl (zápasník) | AFK Bohemians Praha   |
| 87 kg     | Hubert Prokop           | ČAK Vinohrady         |
| +87 kg    | Douša                   | KA Hradčany           |

### 1936
Mistrovství se konalo v Praze
| Kategorie | Vítěz                       | Oddíl                 |
| --------- | --------------------------- | --------------------- |
| 56 kg     | Ota Čech                    |                       |
| 61 kg     | Špatenka                    | AFK Waldes            |
| 66 kg     | Václav Brdek                | AFK Bohemians Praha   |
| 72 kg     | František Dvořák (zápasník) | ČAK Vinohrady         |
| 79 kg     | Josef Hampl (zápasník)      | ČAK Vinohrady         |
| 87 kg     | Hubert Prokop               | ČAK Vinohrady         |
| +87 kg    | Josef Klapuch               | AFK Stráž Bezpečnosti |

### 1937
Mistrovství se konalo v Praze
| Kategorie | Vítěz                      | Oddíl                 |
| --------- | -------------------------- | --------------------- |
| 56 kg     | Antonín Nič                | KA Žižka              |
| 61 kg     | Karel Kvaček               | ČAK Vinohrady         |
| 66 kg     | Ferdinand Hýža             |                       |
| 72 kg     | Alois Samec                | KA Žižka              |
| 79 kg     | Josef Hampl (zápasník)     | ČAK Vinohrady         |
| 87 kg     | František Novák (zápasník) | ČAK Vinohrady         |
| +87 kg    | Josef Klapuch              | AFK Stráž Bezpečnosti |

### 1938
Mistrovství se konalo v Praze
| Kategorie | Vítěz                  | Oddíl                 |
| --------- | ---------------------- | --------------------- |
| 56 kg     | Antonín Nič            | KA Žižka              |
| 61 kg     | Antonín Enderst        | AFK Bohemians Praha   |
| 66 kg     | Jiří Mestek            | AFK Stráž Bezpečnosti |
| 72 kg     | Jozef Herda            | AFK Waldes            |
| 79 kg     | Josef Hampl (zápasník) | ČAK Vinohrady         |
| 87 kg     | Jan Pelikán (zápasník) | ČAK Vinohrady         |
| +87 kg    | Josef Klapuch          | AFK Stráž Bezpečnosti |

### 1939
Mistrovství se konalo v Praze
| Kategorie | Vítěz              | Oddíl                 |
| --------- | ------------------ | --------------------- |
| 56 kg     | Antonín Enderst    | AFK Bohemians Praha   |
| 61 kg     | Antonín Nič        | KA Žižka              |
| 66 kg     | Václav Brdek       | AFK Bohemians Praha   |
| 72 kg     | Jan Pros           | AFK Waldes            |
| 79 kg     | František Náprstek | AFK Stráž Bezpečnosti |
| 87 kg     | Ferdinand Křeček   | AFK Waldes            |
| +87 kg    | Josef Klapuch      | AFK Stráž Bezpečnosti |

### 1940
Mistrovství se konalo v Praze
| Kategorie | Vítěz                      | Oddíl                 |
| --------- | -------------------------- | --------------------- |
| 56 kg     | Sojka                      | ČAK Vinohrady         |
| 61 kg     | František Kotrbatý         | KA Michle             |
| 66 kg     | František Janda (zápasník) | AFK Bohemians Praha   |
| 72 kg     | Jozef Herda                | AFK Waldes            |
| 79 kg     | Josef Hampl (zápasník)     | ČAK Vinohrady         |
| 87 kg     | Josef Přibyl (zápasník)    | AFK Stráž Bezpečnosti |
| +87 kg    | Josef Klapuch              | AFK Stráž Bezpečnosti |

### 1941
Mistrovství se konalo v Praze
| Kategorie | Vítěz              | Oddíl               |
| --------- | ------------------ | ------------------- |
| 56 kg     | Schindler          |                     |
| 61 kg     | František Kotrbatý | KA Michle           |
| 66 kg     | Kocourek           |                     |
| 72 kg     | Karel Zvonař       | AFK Bohemians Praha |
| 79 kg     | Holub              | AFK Waldes          |
| 87 kg     | Vostřák            |                     |
| +87 kg    | František Mráček   | AFK Bohemians Praha |

### 1942
Mistrovství se konalo v Praze
| Kategorie | Vítěz                  | Oddíl               |
| --------- | ---------------------- | ------------------- |
| 56 kg     | Augustin Lanžhotský    | Hellas Brno         |
| 61 kg     | František Kotrbatý     | KA Michle           |
| 66 kg     | Palacký                |                     |
| 72 kg     | Karel Zvonař           | AFK Bohemians Praha |
| 79 kg     | Josef Hampl (zápasník) | ČAK Vinohrady       |
| 87 kg     | Jaroslav Sysel         |                     |
| +87 kg    | Hubert Prokop          | ČAK Vinohrady       |

### 1943
Mistrovství se konalo v Praze
| Kategorie | Vítěz              | Oddíl               |
| --------- | ------------------ | ------------------- |
| 56 kg     | Anton Kvasniak     |                     |
| 61 kg     | František Kotrbatý | KA Michle           |
| 66 kg     | Václav Brdek       | AFK Bohemians Praha |
| 72 kg     | Karel Zvonař       | AFK Bohemians Praha |
| 79 kg     | Adolf Matušek      |                     |
| 87 kg     | Hubert Prokop      | ČAK Vinohrady       |
| +87 kg    | Alois Kešner       |                     |

### 1944
Mistrovství se konalo v Praze
| Kategorie | Vítěz                  | Oddíl               |
| --------- | ---------------------- | ------------------- |
| 56 kg     | Vachl                  |                     |
| 61 kg     | Karel Kvaček           | ČAK Vinohrady       |
| 66 kg     | Bohumil Kurz           |                     |
| 72 kg     | Karel Zvonař           | AFK Bohemians Praha |
| 79 kg     | Holub                  |                     |
| 87 kg     | Josef Hampl (zápasník) | ČAK Vinohrady       |
| +87 kg    | Jaroslav Sysel         |                     |

### 1945
Mistrovství se konalo v Praze
| Kategorie | Vítěz              | Oddíl         |
| --------- | ------------------ | ------------- |
| 56 kg     | Jiří Píša          | ČAK Vinohrady |
| 61 kg     | František Kotrbatý | KA Michle     |
| 66 kg     | Václav Tuhý        | SK Praha      |
| 72 kg     | Vítězslav Mucha    | Košice        |
| 79 kg     | Josef Bílý         | ČAK Vinohrady |
| 87 kg     | Václav Červený     | ČAK Vinohrady |
| +87 kg    | Josef Urban        | STRÁŽ Praha   |

### 1946
Mistrovství se konalo v Praze, v 7 hmotnostních kategoriích se utkalo 48 zápasníků z 9 oddílů.
| Kategorie | Vítěz              | Oddíl         |
| --------- | ------------------ | ------------- |
| 57 kg     | Ladislav Rimár     | Košice        |
| 61 kg     | František Kotrbatý | Prostějov     |
| 66 kg     | Václav Tuhý        | SK Praha      |
| 72 kg     | Ladislav Mihalík   | Košice        |
| 79 kg     | Josef Bílý         | ČAK Vinohrady |
| 87 kg     | Josef Hampl        | ČAK Vinohrady |
| +87 kg    | Josef Urban        | STRÁŽ Praha   |

### 1947
Mistrovství se konalo v Praze, v 8 hmotnostních kategoriích se utkalo 51 zápasníků z 11 oddílů.
| Kategorie | Vítěz              | Oddíl         |
| --------- | ------------------ | ------------- |
| 52 kg     | Bohumil Misterka   | DRUJAT Praha  |
| 57 kg     | Ladislav Rimár     | Košice        |
| 62 kg     | František Kotrbatý | Prostějov     |
| 67 kg     | Václav Sikora      | Ostrava       |
| 73 kg     | Ladislav Mihalík   | Košice        |
| 79 kg     | Antonín Splítek    | STRÁŽ Praha   |
| 87 kg     | Josef Hampl        | ČAK Vinohrady |
| +87 kg    | Alois Huňka        | Prostějov     |

### 1948
Mistrovství se konalo v Praze, v 8 hmotnostních kategoriích se utkalo 49 zápasníků z 10 oddílů.
| Kategorie | Vítěz             | Oddíl           |
| --------- | ----------------- | --------------- |
| 52 kg     | Josef Zeman       | ATK Praha       |
| 57 kg     | Václav Dolejší    | ČAK Vinohrady   |
| 62 kg     | Adolf Krupička    | Prostějov       |
| 67 kg     | Jan Gistinger     | Vítkovice       |
| 73 kg     | Ladislav Mihalík  | Košice          |
| 79 kg     | Jaroslav Ouředník | Sokol Nusle     |
| 87 kg     | Josef Hampl       | Sokol Vinohrady |
| +87 kg    | Josef Růžička     | Sokol Vinohrady |

### 1949
Mistrovství se konalo v Praze, v 8 hmotnostních kategoriích se utkalo 46 zápasníků z 9 oddílů.
| Kategorie | Vítěz             | Oddíl           |
| --------- | ----------------- | --------------- |
| 52 kg     | Evžen Kroneweter  | Košice          |
| 57 kg     | Anton Kvasniak    | Vítkovice       |
| 63 kg     | Eduard Tomáš      | Ostrava         |
| 67 kg     | Václav Tuhý       | Sokol Vinohrady |
| 73 kg     | Ludvík Štika      | ATK Praha       |
| 79 kg     | Jaroslav Ouředník | Sokol Nusle     |
| 87 kg     | Josef Hampl       | Sokol Vinohrady |
| +87 kg    | Emil Dulava       | Ostrava         |

### 1950
Mistrovství se konalo v Praze, v 8 hmotnostních kategoriích se utkalo 49 zápasníků z 15 oddílů.
| Kategorie | Vítěz            | Oddíl             |
| --------- | ---------------- | ----------------- |
| 52 kg     | Josef Vetešník   | Železničáři Praha |
| 57 kg     | Václav Dolejší   | Sokol Vinohrady   |
| 63 kg     | Bohumil Kurz     | ATK Praha         |
| 67 kg     | Kamil Odehnal    | Gottwaldov        |
| 73 kg     | Ladislav Mihalík | Košice            |
| 79 kg     | Václav Zábranský | Sokol Plzeň II.   |
| 87 kg     | Josef Hampl      | Sokol Vinohrady   |
| +87 kg    | Alois Kešner     | Sokol Pražský     |

### 1951
Mistrovství se konalo v Sokolově, v 8 hmotnostních kategoriích se utkalo 53 zápasníků z 15 oddílů.
| Kategorie | Vítěz             | Oddíl             |
| --------- | ----------------- | ----------------- |
| 52 kg     | Josef Zeman       | Gottwaldov        |
| 57 kg     | Jiří Píša         | Sokol Vinohrady   |
| 63 kg     | Václav Nechánský  | Sokol Masna Plzeň |
| 67 kg     | Josef Šíp         | ATK Praha         |
| 73 kg     | Štefan Meseš      | Bratislava        |
| 79 kg     | Jaroslav Ouředník | Sokol Nusle       |
| 87 kg     | Rudolf Šarman     | Sokol Nusle       |
| +87 kg    | Josef Růžička     | Sokol Vinohrady   |

### 1952
Mistrovství se konalo v Blansku, v 8 hmotnostních kategoriích se utkalo 47 zápasníků z 14 oddílů.
| Kategorie | Vítěz             | Oddíl           |
| --------- | ----------------- | --------------- |
| 52 kg     | Josef Zeman       | Gottwaldov      |
| 57 kg     | Ladislav Rimár    | Košice          |
| 62 kg     | Jan Stehlík       | WALDES Praha    |
| 67 kg     | Kamil Odehnal     | Gottwaldov      |
| 73 kg     | Ladislav Mihalík  | Košice          |
| 79 kg     | Jaroslav Ouředník | Sokol Nusle     |
| 87 kg     | Rudolf Šarman     | Sokol Nusle     |
| +87 kg    | Josef Růžička     | Sokol Vinohrady |

### 1953
Mistrovství se konalo v Praze, v 8 hmotnostních kategoriích se utkalo 55 zápasníků ze 14 oddílů.
| Kategorie | Vítěz             | Oddíl     |
| --------- | ----------------- | --------- |
| 52 kg     | Josef Zeman       | RH Praha  |
| 57 kg     | Evžen Odehnal     | ÚDA Praha |
| 63 kg     | Antonín Šín       | Prostějov |
| 67 kg     | Mikuláš Athanasov | ÚDA Praha |
| 73 kg     | Vladislav Sekal   | ÚDA Praha |
| 79 kg     | Josef Petr        | Chomutov  |
| 87 kg     | Jaromír Harenčík  | ÚDA Praha |
| +87 kg    | Josef Růžička     | RH Praha  |

### 1954
Mistrovství se konalo v Bratislavě, v 8 hmotnostních kategoriích se utkalo 56 zápasníků z 16 oddílů.
| Kategorie | Vítěz             | Oddíl              |
| --------- | ----------------- | ------------------ |
| 52 kg     | Josef Zeman       | RH Praha           |
| 57 kg     | Evžen Odehnal     | ÚDA Praha          |
| 63 kg     | Adolf Krupička    | Prostějov          |
| 67 kg     | Mikuláš Athanasov | ÚDA Praha          |
| 73 kg     | Vladislav Sekal   | ÚDA Praha          |
| 79 kg     | Jaroslav Ouředník | Slavoj Jatky Praha |
| 87 kg     | Jaromír Harenčík  | ÚDA Praha          |
| +87 kg    | Josef Růžička     | RH Praha           |

### 1955
Mistrovství se konalo v Olomouci, v 8 hmotnostních kategoriích se utkalo 49 zápasníků ze 14 oddílů.
| Kategorie | Vítěz             | Oddíl     |
| --------- | ----------------- | --------- |
| 52 kg     | Josef Zeman       | RH Praha  |
| 57 kg     | Evžen Odehnal     | ÚDA Praha |
| 63 kg     | Milan Řehulka     | Prostějov |
| 67 kg     | Mikuláš Athanasov | Košice    |
| 73 kg     | Vladislav Sekal   | ÚDA Praha |
| 79 kg     | Antonín Splítek   | RH Praha  |
| 87 kg     | Jaromír Harenčík  | ÚDA Praha |
| +87 kg    | Josef Růžička     | RH Praha  |

### 1956
Mistrovství se konalo v Liberci, v 8 hmotnostních kategoriích se utkalo 61 zápasníků z 22 oddílů.
| Kategorie | Vítěz            | Oddíl              |
| --------- | ---------------- | ------------------ |
| 52 kg     | Josef Zeman      | RH Praha           |
| 57 kg     | Evžen Odehnal    | ÚDA Praha          |
| 63 kg     | Dimitr Dimitrov  | Chomutov           |
| 67 kg     | Vítězslav Hofman | Slavoj Jatky Praha |
| 73 kg     | Karel Matoušek   | RH Praha           |
| 79 kg     | Karel Souček     | Slavoj Jatky Praha |
| 87 kg     | Jaromír Harenčík | ÚDA Praha          |
| +87 kg    | Josef Růžička    | RH Praha           |

### 1957
Mistrovství se konalo v Praze, v 8 hmotnostních kategoriích se utkalo 54 zápasníků z 13 oddílů.
| Kategorie | Vítěz            | Oddíl              |
| --------- | ---------------- | ------------------ |
| 52 kg     | Rudolf Lipták    | Chomutov           |
| 57 kg     | Jan Horňák       | Slavoj Jatky Praha |
| 63 kg     | Jiří Švec        | RH Praha           |
| 67 kg     | Josef Vlach      | Gottwaldov         |
| 73 kg     | Karel Matoušek   | RH Praha           |
| 79 kg     | Václav Zábranský | Slavoj MP Plzeň    |
| 87 kg     | Jaromír Vrzal    | Slavoj Jatky Praha |
| +87 kg    | Karel Šimek      | Slavoj Jatky Praha |

### 1958
Mistrovství se konalo v Praze, v 8 hmotnostních kategoriích se utkalo 58 zápasníků ze 14 oddílů.
| Kategorie | Vítěz             | Oddíl              |
| --------- | ----------------- | ------------------ |
| 52 kg     | Štefan Benz       | Třinec             |
| 57 kg     | Jan Horňák        | Sj Jatky Praha     |
| 63 kg     | Vojtech Tóth      | RH Praha           |
| 67 kg     | Karel Matoušek    | Slavoj Jatky Praha |
| 73 kg     | Jiří Mekhed       | Škoda Plzeň        |
| 79 kg     | Stanislav Wohlráb | Teplice            |
| 87 kg     | Jiří Kormaník     | Chomutov           |
| +87 kg    | Karel Šimek       | Slavoj Jatky Praha |

### 1959
Mistrovství se konalo v Chomutově, v 8 hmotnostních kategoriích se utkalo 62 zápasníků ze 14 oddílů.
| Kategorie | Vítěz           | Oddíl      |
| --------- | --------------- | ---------- |
| 52 kg     | Bohumil Cinkl   | Teplice    |
| 57 kg     | Jiří Bohuster   | Prostějov  |
| 63 kg     | Jiří Švec       | RH Praha   |
| 67 kg     | Dimitr Dimitrov | Chomutov   |
| 73 kg     | Rudolf Hrubý    | Brno       |
| 79 kg     | Josef Biskupič  | Hodonín    |
| 87 kg     | Jiří Kormaník   | Chomutov   |
| +87 kg    | Karel Šimek     | Sj Praha 7 |

### 1960
Mistrovství se konalo v Teplicích, v 8 hmotnostních kategoriích se utkalo 61 zápasníků z 15 oddílů.
| Kategorie | Vítěz              | Oddíl      |
| --------- | ------------------ | ---------- |
| 52 kg     | Bohumil Hauptvogel | Ostrava    |
| 57 kg     | Jan Horňák         | Sj Praha 7 |
| 63 kg     | Vojtech Tóth       | Bratislava |
| 67 kg     | Karel Matoušek     | Sj Praha 7 |
| 73 kg     | Rudolf Hrubý       | Brno       |
| 79 kg     | Svatopluk Vyvážil  | Hodonín    |
| 87 kg     | Jiří Kormaník      | Chomutov   |
| +87 kg    | Bohumil Kubát      | Chomutov   |

### 1961
Mistrovství se konalo v Krnově, v 8 hmotnostních kategoriích se utkalo 43 zápasníků ze 14 oddílů.
| Kategorie | Vítěz              | Oddíl         |
| --------- | ------------------ | ------------- |
| 52 kg     | Bohumil Hauptvogel | Spartak Plzeň |
| 57 kg     | Julius Túroci      | Hodonín       |
| 63 kg     | Vojtech Tóth       | Bratislava    |
| 67 kg     | Jiří Mekhd         | Spartak Plzeň |
| 73 kg     | Rudolf Hrubý       | Brno          |
| 79 kg     | Svatopluk Kukla    | Prostějov     |
| 87 kg     | Jiří Kormaník      | Chomutov      |
| +87 kg    | Bohumil Kubát      | Chomutov      |

### 1962
Mistrovství se konalo v Plzni, v 8 hmotnostních kategoriích se utkalo 38 zápasníků z 16 oddílů.
| Kategorie | Vítěz            | Oddíl         |
| --------- | ---------------- | ------------- |
| 52 kg     | Štefan Kunetka   | Brno          |
| 57 kg     | Jan Horňák       | Sj Praha 7    |
| 63 kg     | Jiří Švec        | RH Praha      |
| 67 kg     | Ivan Kormaňák    | Bratislava    |
| 73 kg     | Jiří Loukota     | Spartak Plzeň |
| 79 kg     | Jiří Kormaník    | Chomutov      |
| 87 kg     | Jaromír Harenčík | Ostrava       |
| +87 kg    | Petr Kment       | RH Praha      |

### 1963
Mistrovství se konalo v Hodoníně, v 8 hmotnostních kategoriích se utkalo 49 zápasníků ze 14 oddílů.
| Kategorie | Vítěz          | Oddíl    |
| --------- | -------------- | -------- |
| 52 kg     | Josef Kolář    | Hodonín  |
| 57 kg     | Michal Kukla   | Nitra    |
| 63 kg     | Vojtech Tóth   | Teplice  |
| 70 kg     | Pavel Landa    | Stříbro  |
| 78 kg     | Rudolf Hrubý   | Brno     |
| 87 kg     | Jiří Kormaník  | Chomutov |
| 97 kg     | Josef Přenosil | RH Praha |
| +97 kg    | Bohumil Kubát  | Chomutov |

### 1964
Mistrovství se konalo v Táboře, v 8 hmotnostních kategoriích se utkalo 43 zápasníků ze 14 oddílů.
| Kategorie | Vítěz          | Oddíl         |
| --------- | -------------- | ------------- |
| 52 kg     | Rudolf Kasl    | RH Praha      |
| 57 kg     | Michal Kukla   | Nitra         |
| 63 kg     | Vojtech Tóth   | Teplice       |
| 70 kg     | Jiří Mekhed    | Spartak Plzeň |
| 78 kg     | Jiří Loukota   | Spartak Plzeň |
| 87 kg     | Jiří Kormaník  | Chomutov      |
| 97 kg     | Josef Přenosil | RH Praha      |
| +97 kg    | Bohumil Kubát  | Chomutov      |

### 1965
Mistrovství se konalo v Praze, v 8 hmotnostních kategoriích se utkalo 59 zápasníků ze 14 oddílů.
| Kategorie | Vítěz           | Oddíl      |
| --------- | --------------- | ---------- |
| 52 kg     | Rudolf Kasl     | RH Praha   |
| 57 kg     | Michal Kukla    | Bratislava |
| 63 kg     | Ivan Kašpar     | RH Praha   |
| 70 kg     | Miroslav Krupař | Chomutov   |
| 78 kg     | Jan Martínek    | Teplice    |
| 87 kg     | Jiří Kormaník   | Chomutov   |
| 97 kg     | Jaroslav Cikán  | Chomutov   |
| +97 kg    | Petr Kment      | RH Praha   |

### 1966
Mistrovství se konalo v Plzni, v 8 hmotnostních kategoriích se utkalo 69 zápasníků ze 17 oddílů.
| Kategorie | Vítěz           | Oddíl            |
| --------- | --------------- | ---------------- |
| 52 kg     | Miroslav Zeman  | Hodonín          |
| 57 kg     | Rudolf Kasl     | Lokomotiva Plzeň |
| 63 kg     | Jiří Švec       | RH Praha         |
| 70 kg     | Miroslav Krupař | Chomutov         |
| 78 kg     | Jiří Loukota    | Škoda Plzeň      |
| 87 kg     | Josef Urban     | Teplice          |
| 97 kg     | Josef Přenosil  | Teplice          |
| +97 kg    | Bohumil Kubát   | Chomutov         |

### 1967
Mistrovství se konalo v Praze, v 9 hmotnostních kategoriích se utkalo 83 zápasníků z 23 oddílů.
| Kategorie | Vítěz          | Oddíl     |
| --------- | -------------- | --------- |
| 48 kg     |                |           |
| 52 kg     | Miroslav Zeman | RH Praha  |
| 57 kg     | Mičo Bliznakov | Bohemians |
| 63 kg     | Vojtech Tóth   | Teplice   |
| 70 kg     | Pavel Kentoš   | Snina     |
| 78 kg     | Jan Martínek   | Teplice   |
| 87 kg     | Jiří Kormaník  | Chomutov  |
| 97 kg     | Josef Zoubek   | Trutnov   |
| +97 kg    | Bohumil Kubát  | Chomutov  |

### 1968
Mistrovství se konalo v Teplicích, v 9 hmotnostních kategoriích se utkalo 74 zápasníků z 16 oddílů.
| Kategorie | Vítěz           | Oddíl         |
| --------- | --------------- | ------------- |
| 48 kg     |                 |               |
| 52 kg     | Miroslav Zeman  | RH Praha      |
| 57 kg     | František Kováč | Dukla Hodonín |
| 63 kg     | Jiří Švec       | RH Praha      |
| 70 kg     | Miroslav Krupař | Chomutov      |
| 78 kg     | Jan Martínek    | Teplice       |
| 87 kg     | Jiří Kormaník   | Chomutov      |
| 97 kg     | Jaroslav Cikán  | Chomutov      |
| +97 kg    | Petr Kment      | RH Praha      |

### 1969
Mistrovství se konalo v Chomutově, v 10 hmotnostních kategoriích se utkalo 78 zápasníků z 15 oddílů.
| Kategorie | Vítěz             | Oddíl       |
| --------- | ----------------- | ----------- |
| 48 kg     | Jan Mlejnek       | RH Praha    |
| 52 kg     | Kostas Lagonikas  | Ostrava     |
| 57 kg     | Jan Neckář        | Ostrava     |
| 62 kg     | Ladislav Nepustil | Ostrava     |
| 68 kg     | Bedřich Klement   | Chomutov    |
| 74 kg     | Vítězslav Mácha   | Ostrava     |
| 82 kg     | Josef Müller      | RH Praha    |
| 90 kg     | Roman Šebetovský  | Chomutov    |
| 100 kg    | Jiří Loukota      | Škoda Plzeň |
| 130 kg    | Bohumil Kubát     | Chomutov    |

### 1970
Mistrovství se konalo v Teplicích, v 10 hmotnostních kategoriích se utkalo 66 zápasníků ze 14 oddílů.
| Kategorie | Vítěz                       | Oddíl             |
| --------- | --------------------------- | ----------------- |
| 48 kg     | Jan Mlejnek                 | RH Praha          |
| 52 kg     | Miroslav Zeman              | RH Praha          |
| 57 kg     | Josef Macho František Kováč | Chomutov Snina    |
| 62 kg     | Ivan Kašpar                 | RH Praha          |
| 68 kg     | Bedřich Klement             | Chomutov          |
| 74 kg     | Vítězslav Mácha             | Ostrava           |
| 82 kg     | Juraj Kovač                 | Bratislava        |
| 90 kg     | Josef Müller Leoš Turek     | RH Praha Chomutov |
| 100 kg    | Jiří Loukota                | Škoda Plzeň       |
| +100 kg   | Petr Kment                  | RH Praha          |

### 1971
Mistrovství se konalo v Ostravě, v 10 hmotnostních kategoriích se utkalo 66 zápasníků ze 14 oddílů.
| Kategorie | Vítěz             | Oddíl    |
| --------- | ----------------- | -------- |
| 48 kg     | Martin Svatý      | Ostrava  |
| 52 kg     | Miroslav Zeman    | RH Praha |
| 57 kg     | Jan Neckář        | Ostrava  |
| 62 kg     | Jan Ordoš         | Chomutov |
| 68 kg     | Ladislav Nepustil | Ostrava  |
| 74 kg     | Vítězslav Mácha   | Ostrava  |
| 82 kg     | Miroslav Janota   | Teplice  |
| 90 kg     | Jan Šebetovský    | Chomutov |
| 100 kg    | Zdeněk Chára      | Trenčín  |
| +100 kg   | Petr Kment        | RH Praha |

### 1972
Mistrovství se konalo v Plzni, v 10 hmotnostních kategoriích se utkalo 75 zápasníků ze 14 oddílů.
| Kategorie | Vítěz             | Oddíl    |
| --------- | ----------------- | -------- |
| 48 kg     | Martin Svatý      | Ostrava  |
| 52 kg     | Miroslav Zeman    | RH Praha |
| 57 kg     | Jan Neckář        | Ostrava  |
| 62 kg     | Vojtěch Sýkora    | Teplice  |
| 68 kg     | Ladislav Nepustil | Ostrava  |
| 74 kg     | Pavel Perný       | Teplice  |
| 82 kg     | Miroslav Janota   | Teplice  |
| 90 kg     | Josef Müller      | RH Praha |
| 100 kg    | Jan Šebetovský    | Chomutov |
| +100 kg   | Bohumil Kubát     | Chomutov |

### 1973
Mistrovství se konalo v Ostravě, v 10 hmotnostních kategoriích se utkalo 85 zápasníků z 19 oddílů.
| Kategorie | Vítěz             | Oddíl    |
| --------- | ----------------- | -------- |
| 48 kg     | Martin Svatý      | Ostrava  |
| 52 kg     | Kostas Lagonikas  | Ostrava  |
| 57 kg     | Jan Neckář        | Ostrava  |
| 62 kg     | Hynek Staníček    | Hodonín  |
| 68 kg     | Ladislav Nepustil | Ostrava  |
| 74 kg     | Vítězslav Mácha   | Ostrava  |
| 82 kg     | Miroslav Janota   | Teplice  |
| 90 kg     | Josef Müller      | RH Praha |
| 100 kg    | Zdeněk Chára      | Trenčín  |
| +100 kg   | Petr Kment        | RH Praha |

### 1974
Mistrovství se konalo v Plzni, v 10 hmotnostních kategoriích se utkalo 74 zápasníků z 18 oddílů.
| Kategorie | Vítěz               | Oddíl    |
| --------- | ------------------- | -------- |
| 48 kg     | Martin Svatý        | Ostrava  |
| 52 kg     | Kostas Lagonikas    | Ostrava  |
| 57 kg     | Stanislav Hofreiter | Chomutov |
| 62 kg     | Vojtěch Sýkora      | Teplice  |
| 68 kg     | Pavel Ehrlich       | RH Praha |
| 74 kg     | Jaromír Bohuslav    | RH Praha |
| 82 kg     | Jan Bán             | RH Praha |
| 90 kg     | Ondrej Czoma        | Trenčín  |
| 100 kg    | Oldřich Dvořák      | Chomutov |
| +100 kg   | Petr Kment          | RH Praha |

### 1975
Mistrovství se konalo v Ostravě, v 10 hmotnostních kategoriích se utkalo 89 zápasníků z 16 oddílů.
| Kategorie | Vítěz            | Oddíl    |
| --------- | ---------------- | -------- |
| 48 kg     | Jan Mlejnek      | Teplice  |
| 52 kg     | Kostas Lagonikas | Ostrava  |
| 57 kg     | Jan Neckář       | Ostrava  |
| 62 kg     | Jaroslav Meduna  | Trenčín  |
| 68 kg     | Pavel Ehrlich    | RH Praha |
| 74 kg     | Jaromír Bohuslav | RH Praha |
| 82 kg     | Vítězslav Mácha  | Ostrava  |
| 90 kg     | Miroslav Janota  | Teplice  |
| 100 kg    | Ondrej Czoma     | Trenčín  |
| +100 kg   | Karel Vavřička   | Ostrava  |

### 1976
Mistrovství se konalo v Třinci, v 10 hmotnostních kategoriích se utkalo 68 zápasníků ze 13 oddílů.
| Kategorie | Vítěz               | Oddíl         |
| --------- | ------------------- | ------------- |
| 48 kg     | Bohumír Hauptvogel  | Škoda Plzeň   |
| 52 kg     | Kostas Lagonikas    | Ostrava       |
| 57 kg     | Jan Neckář          | Ostrava       |
| 62 kg     | Hynek Staníček      | Hodonín       |
| 68 kg     | Ladislav Nepustil   | Ostrava       |
| 74 kg     | Josef Tesař         | Dukla Trenčín |
| 82 kg     | Nikola Ivasjuk      | Ostrava       |
| 90 kg     | Miroslav Janota     | Teplice       |
| 100 kg    | Oldřich Dvořák      | Chomutov      |
| +100 kg   | Vladimír Romanovský | Chomutov      |

### 1977
Mistrovství se konalo v Prostějově, v 10 hmotnostních kategoriích se utkalo 75 zápasníků ze 17 oddílů.
| Kategorie | Vítěz               | Oddíl     |
| --------- | ------------------- | --------- |
| 48 kg     | Josef Toth          | Chomutov  |
| 52 kg     | Kostas Lagonikas    | Ostrava   |
| 57 kg     | Jan Neckář          | Ostrava   |
| 62 kg     | Josef Krysta        | Ostrava   |
| 68 kg     | Zdenek Malina       | Ostrava   |
| 74 kg     | Ladislav Nepustil   | Ostrava   |
| 82 kg     | Vítězslav Mácha     | Ostrava   |
| 90 kg     | Miroslav Janota     | Teplice   |
| 100 kg    | Oldřich Dvořák      | Chomutov  |
| +100 kg   | František Nesvadbík | Prostějov |

### 1978
Mistrovství se konalo v Teplicích, v 10 hmotnostních kategoriích se utkalo 84 zápasníků ze 14 oddílů.
| Kategorie | Vítěz               | Oddíl    |
| --------- | ------------------- | -------- |
| 48 kg     | Václav Janota       | Teplice  |
| 52 kg     | Kostas Lagonikas    | Ostrava  |
| 57 kg     | Josef Krysta        | Ostrava  |
| 62 kg     | Jiří Smékal         | Ostrava  |
| 68 kg     | Jaroslav Meduna     | Trenčín  |
| 74 kg     | Jaromír Bohuslav    | RH Praha |
| 82 kg     | Vítězslav Mácha     | Ostrava  |
| 90 kg     | Miroslav Janota     | Teplice  |
| 100 kg    | Zdeněk Chára        | Trenčín  |
| +100 kg   | Vladimír Romanovský | Chomutov |

### 1979
Mistrovství se konalo v Havlíčkově Brodu, v 10 hmotnostních kategoriích se utkalo 65 zápasníků z 15 oddílů.
| Kategorie | Vítěz             | Oddíl    |
| --------- | ----------------- | -------- |
| 48 kg     | Václav Janota     | Trenčín  |
| 52 kg     | Antonín Jelínek   | Trenčín  |
| 57 kg     | Josef Krysta      | Ostrava  |
| 62 kg     | Pavel Čapek       | RH Praha |
| 68 kg     | Alexander Vejsada | RH Praha |
| 74 kg     | Rostislav Fojtík  | Ostrava  |
| 82 kg     | Vítězslav Mácha   | Ostrava  |
| 90 kg     | Miroslav Janota   | Teplice  |
| 100 kg    | Oldřich Dvořák    | Chomutov |
| +100 kg   | Pavel Šedivý      | Tábor    |

### 1980
Mistrovství se konalo v Prievidze, v 10 hmotnostních kategoriích se utkalo zápasníků z oddílů.
| Kategorie | Vítěz               | Oddíl    |
| --------- | ------------------- | -------- |
| 48 kg     | Václav Janota       | Trenčín  |
| 52 kg     | Antonín Jelínek     | Trenčín  |
| 57 kg     | Kostas Lagonikas    | Ostrava  |
| 62 kg     | Josef Krysta        | Ostrava  |
| 68 kg     | Arnošt Böhm         | Teplice  |
| 74 kg     | Vratislav Chotaš    | Ostrava  |
| 82 kg     | Miroslav Janota     | Teplice  |
| 90 kg     | Jiří Kačírek        | Ostrava  |
| 100 kg    | Zdeněk Chára        | Trenčín  |
| +100 kg   | Vladimír Romanovský | Chomutov |

### 1981
Mistrovství se konalo v Praze, v 10 hmotnostních kategoriích se utkalo 78 zápasníků ze 17 oddílů.
| Kategorie | Vítěz             | Oddíl    |
| --------- | ----------------- | -------- |
| 48 kg     | Václav Janota     | Trenčín  |
| 52 kg     | Antonín Jelínek   | Ostrava  |
| 57 kg     | Miroslav Gurbovič | Ostrava  |
| 62 kg     | Josef Krysta      | Ostrava  |
| 68 kg     | Milan Oršoš       | RH Praha |
| 74 kg     | Arnošt Böhm       | Teplice  |
| 82 kg     | Václav Scheiner   | RH Praha |
| 90 kg     | Rudolf Kvasňovský | Chomutov |
| 100 kg    | Oldřich Dvořák    | Chomutov |
| +100 kg   | Pavel Šedivý      | Tábor    |

### 1982
Mistrovství se konalo v Třinci, v 10 hmotnostních kategoriích se utkalo 78 zápasníků z 18 oddílů.
| Kategorie | Vítěz            | Oddíl    |
| --------- | ---------------- | -------- |
| 48 kg     | Václav Janota    | Trenčín  |
| 52 kg     | Tibor Jankovics  | Teplice  |
| 57 kg     | Milan Gurbovič   | Ostrava  |
| 62 kg     | Josef Krysta     | Ostrava  |
| 68 kg     | Jaroslav Zeman   | RH Praha |
| 74 kg     | Rostislav Fojtík | Ostrava  |
| 82 kg     | Václav Scheiner  | RH Praha |
| 90 kg     | Jindřich Durčák  | Ostrava  |
| 100 kg    | Vladislav Bojko  | Třinec   |
| 130 kg    | Oldřich Dvořák   | Chomutov |

### 1983
Mistrovství se konalo v Havlíčkově Brodu, v 10 hmotnostních kategoriích se utkalo 81 zápasníků z 16 oddílů.
| Kategorie | Vítěz              | Oddíl       |
| --------- | ------------------ | ----------- |
| 48 kg     | Miroslav Jirků     | Trenčín     |
| 52 kg     | Oldřich Dostál     | Ostrava     |
| 57 kg     | Jaroslav Švadleňak | Teplice     |
| 62 kg     | Michal Vejsada     | RH Praha    |
| 68 kg     | Julius Jasko       | Trenčín     |
| 74 kg     | Rostislav Fojtík   | Ostrava     |
| 82 kg     | Vratislav Chotaš   | Ostrava     |
| 90 kg     | Jindřich Durčák    | Ostrava     |
| 100 kg    | Jiří Zahradník     | Škoda Plzeň |
| 130 kg    | Oldřich Dvořák     | Chomutov    |

### 1984
Mistrovství se konalo v Teplicích, v 10 hmotnostních kategoriích se utkalo 72 zápasníků z 15 oddílů.
| Kategorie | Vítěz              | Oddíl    |
| --------- | ------------------ | -------- |
| 48 kg     | Ivan Papoušek      | Trenčín  |
| 52 kg     | Tibor Jankovics    | Ostrava  |
| 57 kg     | Jaroslav Švadleňák | Teplice  |
| 62 kg     | Jaroslav Matejka   | Trenčín  |
| 68 kg     | Julius Jasko       | Trenčín  |
| 74 kg     | Rostislav Fojtík   | Ostrava  |
| 82 kg     | Václav Scheiner    | RH Praha |
| 90 kg     | Dušan Masár        | Trenčín  |
| 100 kg    | Čenčík Aleš        | Trenčín  |
| 130 kg    | Oldřich Dvořák     | Chomutov |

### 1985
Mistrovství se konalo v Trenčíně, v 10 hmotnostních kategoriích se utkalo 82 zápasníků ze 17 oddílů.
| Kategorie | Vítěz               | Oddíl    |
| --------- | ------------------- | -------- |
| 48 kg     | Ivan Papoušek       | Trenčín  |
| 52 kg     | Petr Bielokostolský | Komárno  |
| 57 kg     | Jan Kohout          | Trenčín  |
| 62 kg     | Michal Vejsada      | RH Praha |
| 68 kg     | Julius Jasko        | Ostrava  |
| 74 kg     | Jaroslav Zeman      | RH Praha |
| 82 kg     | Jiří Holemý         | RH Praha |
| 90 kg     | Jindřich Durčák     | Ostrava  |
| 100 kg    | Dušan Masár         | Trenčín  |
| 130 kg    | Oldřich Dvořák      | Chomutov |

### 1986
Mistrovství se konalo v Havlíčkově Brodu, v 10 hmotnostních kategoriích se utkalo 75 zápasníků ze 14 oddílů.
| Kategorie | Vítěz            | Oddíl    |
| --------- | ---------------- | -------- |
| 48 kg     | M. Jirků         | Teplice  |
| 52 kg     | Tibor Jankovics  | Komárno  |
| 57 kg     | Jan Kohout       | Trenčín  |
| 62 kg     | Jindřich Vavrla  | Ostrava  |
| 68 kg     | Miroslav Stárek  | Ostrava  |
| 74 kg     | Rostislav Fojtík | Ostrava  |
| 82 kg     | Peter Stehel     | Trenčín  |
| 90 kg     | Jindřich Durčák  | Ostrava  |
| 100 kg    | Dušan Masár      | Trenčín  |
| 130 kg    | Bedřich Hartan   | Chomutov |

### 1987
Mistrovství se konalo v Ostravě, v 10 hmotnostních kategoriích se utkalo 70 zápasníků z 15 oddílů.
| Kategorie | Vítěz            | Oddíl    |
| --------- | ---------------- | -------- |
| 48 kg     | Ivan Papoušek    | Trenčín  |
| 52 kg     | René Choleva     | Ostrava  |
| 57 kg     | Tibor Jankovics  | Trenčín  |
| 62 kg     | Miroslav Stárek  | Ostrava  |
| 68 kg     | Ivo Konečný      | RH Praha |
| 74 kg     | Jaroslav Zeman   | RH Praha |
| 82 kg     | Rostislav Fojtík | Ostrava  |
| 90 kg     | Jindřich Durčák  | Ostrava  |
| 100 kg    | Vladimír Bojko   | Třinec   |
| 130 kg    | Bedřich Hartan   | Chomutov |

### 1988
Mistrovství se konalo v Třinci, v 10 hmotnostních kategoriích se utkalo 65 zápasníků ze 14 oddílů.
| Kategorie | Vítěz            | Oddíl    |
| --------- | ---------------- | -------- |
| 48 kg     | Josef Počarovský | Třinec   |
| 52 kg     | František Zobák  | Trenčín  |
| 57 kg     | Jan Kohout       | Trenčín  |
| 62 kg     | Jindřich Vavrla  | Ostrava  |
| 68 kg     | Zdeněk Gazdík    | Trenčín  |
| 74 kg     | Richard Matejka  | Trenčín  |
| 82 kg     | Peter Stehel     | Trenčín  |
| 90 kg     | Petr Motal       | RH Praha |
| 100 kg    | Dušan Masár      | Trenčín  |
| 130 kg    | Vladislav Bojko  | Třinec   |

### 1989
Mistrovství se konalo v Prievidze, v 10 hmotnostních kategoriích se utkalo 62 zápasníků z 12 oddílů.
| Kategorie | Vítěz              | Oddíl    |
| --------- | ------------------ | -------- |
| 48 kg     | René Štolc         | Teplice  |
| 52 kg     | Bohumír Hauptvogel | Teplice  |
| 57 kg     | Jan Kohout         | Trenčín  |
| 62 kg     | Leoš Drmola        | Trenčín  |
| 68 kg     | Zdeněk Gazdík      | Trenčín  |
| 74 kg     | Jaroslav Zeman     | RH Praha |
| 82 kg     | Peter Stehel       | Trenčín  |
| 90 kg     | Jaroslav Cikán     | Chomutov |
| 100 kg    | Tomáš Čenčík       | Ostrava  |
| 130 kg    | Lubomír David      | Ostrava  |

### 1990
Mistrovství se konalo v Praze, v 10 hmotnostních kategoriích se utkalo 82 zápasníků z 15 oddílů.
| Kategorie | Vítěz           | Oddíl     |
| --------- | --------------- | --------- |
| 48 kg     | René Štolc      | Teplice   |
| 52 kg     | Lehel Nemeth    | Gabčíkovo |
| 57 kg     | Jan Kohout      | Trenčín   |
| 62 kg     | Patrik Neckář   | Trenčín   |
| 68 kg     | Tomáš Březný    | Ostrava   |
| 74 kg     | Jaroslav Zeman  | RH Praha  |
| 82 kg     | Pavel Frinta    | RH Praha  |
| 90 kg     | Jiří Loukota    | Chomutov  |
| 100 kg    | Jindřich Durčák | Ostrava   |
| 130 kg    | Ľubomír Dávid   | Ostrava   |

### 1991
Mistrovství se konalo v Praze, v 10 hmotnostních kategoriích se utkalo 98 zápasníků ze 17 oddílů.
| Kategorie | Vítěz          | Oddíl           |
| --------- | -------------- | --------------- |
| 48 kg     | Petr Švehla    | Hodonín         |
| 52 kg     | René Štolc     | Trenčín         |
| 57 kg     | Lehel Nemeth   | Gabčíkovo       |
| 62 kg     | Jan Kohout     | Trenčín         |
| 68 kg     | Petr Bielecz   | Trenčín         |
| 74 kg     | Jaroslav Zeman | PSK OLYMP Praha |
| 82 kg     | Pavel Frinta   | PSK OLYMP Praha |
| 90 kg     | Peter Stehel   | Trenčín         |
| 100 kg    | Dušan Masár    | Trenčín         |
| 130 kg    | Václav Vaněk   | PSK OLYMP Praha |

### 1992
Mistrovství se konalo v Trenčíně, v 10 hmotnostních kategoriích se utkalo 83 zápasníků ze 14 oddílů.
| Kategorie | Vítěz           | Oddíl         |
| --------- | --------------- | ------------- |
| 48 kg     | Viktor Matys    | Chomutov      |
| 52 kg     | Peter Švehla    | Trenčín       |
| 57 kg     | Dalibor Vít     | Baník Ostrava |
| 62 kg     | Jindřich Vavrla | Frýdek Místek |
| 68 kg     | Peter Bielecz   | Trenčín       |
| 74 kg     | Jaroslav Zeman  | OLYMP Praha   |
| 82 kg     | Pavel Frinta    | OLYMP Praha   |
| 90 kg     | Peter Stehel    | Trenčín       |
| 100 kg    | Dušan Masár     | Trenčín       |
| 130 kg    | Vladislav Bojko | Třinec        |

## Volný styl

### 1950
Mistrovství se konalo v Praze, v 8 hmotnostních kategoriích se utkalo 44 zápasníků ze 14 oddílů.
| Kategorie | Vítěz            | Oddíl             |
| --------- | ---------------- | ----------------- |
| 52 kg     | Josef Vetešník   | Železničáři Praha |
| 57 kg     | Václav Dolejší   | Sokol Vinohrady   |
| 63 kg     | Bohumil Kurz     | ATK Praha         |
| 67 kg     | Kamil Odehnal    | Gottwaldov        |
| 73 kg     | Ladislav Mihalík | Košice            |
| 79 kg     | Václav Zábranský | Sokol Plzeň II.   |
| 87 kg     | Josef Hampl      | Sokol Vinohrady   |
| +87 kg    | Alois Kešner     | Sokol Pražský     |

### 1951
Mistrovství se konalo v Ústí nad Labem, v 8 hmotnostních kategoriích se utkalo 35 zápasníků z 11 oddílů.
| Kategorie | Vítěz           | Oddíl     |
| --------- | --------------- | --------- |
| 52 kg     | Jan Červený     | ATK Praha |
| 57 kg     | Pavel Trojan    | Liberec   |
| 63 kg     | Antonín Šín     | Prostějov |
| 67 kg     | Milan Řehulka   | Prostějov |
| 73 kg     | Jaroslav Hřeben | Liberec   |
| 79 kg     | Josef Musil     | SNB Praha |
| 87 kg     | Karel Dvořák    | SNB Praha |
| +87 kg    | Martin Migota   | ATK Praha |

### 1952
Mistrovství se konalo v Táboře, v 8 hmotnostních kategoriích se utkalo 43 zápasníků z 13 oddílů.
| Kategorie | Vítěz             | Oddíl        |
| --------- | ----------------- | ------------ |
| 52 kg     | Josef Zeman       | Gottwaldov   |
| 57 kg     | Pavel Stanický    | Gottwaldov   |
| 62 kg     | Jan Stehlík       | WALDES Praha |
| 67 kg     | Vítězslav Hofman  | Praha        |
| 73 kg     | Vladislav Sekal   | ATK Praha    |
| 79 kg     | Jaroslav Ouředník | Sokol Nusle  |
| 87 kg     | Rudolf Šarman     | Sokol Nusle  |
| +87 kg    | Karel Šimek       | ATK Praha    |

### 1953
Mistrovství se konalo v Gottwaldově, v 8 hmotnostních kategoriích se utkalo 44 zápasníků z 11 oddílů.
| Kategorie | Vítěz            | Oddíl      |
| --------- | ---------------- | ---------- |
| 52 kg     | Josef Zeman      | RH Praha   |
| 57 kg     | Evžen Odehnal    | ATK Praha  |
| 63 kg     | Kamil Odehnal    | Gottwaldov |
| 67 kg     | Milan Řehulka    | Prostějov  |
| 73 kg     | Vladislav Sekal  | ATK Praha  |
| 79 kg     | Ludvík Štika     | Gottwaldov |
| 87 kg     | Jaromír Harenčík | ATK Praha  |
| +87 kg    | Milan Kindl      | RH Praha   |

### 1954
Mistrovství se konalo v Jihlavě, v 8 hmotnostních kategoriích se utkalo 53 zápasníků ze 13 oddílů.
| Kategorie | Vítěz            | Oddíl     |
| --------- | ---------------- | --------- |
| 52 kg     | Josef Zeman      | RH Praha  |
| 57 kg     | Evžen Odehnal    | ATK Praha |
| 63 kg     | Milan Řehulka    | Prostějov |
| 67 kg     | Kamil Odehnal    | Brno      |
| 73 kg     | Štefan Meseš     | Komárno   |
| 79 kg     | Vladislav Sekal  | ÚDA Praha |
| 87 kg     | Jaromír Harenčík | ÚDA Praha |
| +87 kg    | Josef Růžička    | RH Praha  |

### 1957
Mistrovství se konalo v Praze, v 8 hmotnostních kategoriích se utkalo 44 zápasníků z 10 oddílů.
| Kategorie | Vítěz             | Oddíl        |
| --------- | ----------------- | ------------ |
| 52 kg     | Štefan Benč       | Teplice      |
| 57 kg     | Jan Horňák        | Košice       |
| 63 kg     | Josef Gotgeisl    | Bratislava   |
| 67 kg     | Adolf Dostál      | Karlovy Vary |
| 73 kg     | Antonín Výborný   | Košice       |
| 79 kg     | Jaromír Bezucha   | Gottwaldov   |
| 87 kg     | Antonín Matějek   | Košice       |
| +87 kg    | Čestmír Hejtmánek | Chomutov     |

### 1958
Mistrovství se konalo v Bratislavě, v 8 hmotnostních kategoriích se utkalo 36 zápasníků z 11 oddílů.
| Kategorie | Vítěz           | Oddíl           |
| --------- | --------------- | --------------- |
| 52 kg     | Lubomír Jurman  | Svit Gottwaldov |
| 57 kg     | Štefan Fisher   | VTŽ Chomutov    |
| 63 kg     | Vojtech Tóth    | RH Praha        |
| 67 kg     | Dimitr Dimitrov | VTŽ Chomutov    |
| 73 kg     | Josef Vlach     | Svit Gottwaldov |
| 79 kg     | Jaromír Bezucha | Tatran Teplice  |
| 87 kg     | Jiří Kormaník   | VTŽ Chomutov    |
| +87 kg    | Bohumil Kubát   | VTŽ Chomutov    |

### 1959
Mistrovství se konalo v Jihlavě, v 8 hmotnostních kategoriích se utkalo 78 zápasníků z 27 oddílů.
| Kategorie | Vítěz           | Oddíl         |
| --------- | --------------- | ------------- |
| 52 kg     | Mikuláš Safko   | Košice        |
| 57 kg     | Martin Mihok    | Košice        |
| 63 kg     | Vojtech Tóth    | Bratislava    |
| 67 kg     | Dimitr Dimitrov | Chomutov      |
| 73 kg     | Josef Vlach     | Gottwaldov    |
| 79 kg     | Jiří Loukota    | Spartak Plzeň |
| 87 kg     | Jiří Kormaník   | Chomutov      |
| +87 kg    | Bohumil Kubát   | Chomutov      |

### 1960
Mistrovství se konalo v Praze, v 8 hmotnostních kategoriích se utkalo 64 zápasníků z 19 oddílů.
| Kategorie | Vítěz          | Oddíl         |
| --------- | -------------- | ------------- |
| 52 kg     | Štefan Kunetka | Brno          |
| 57 kg     | Jan Horňák     | Sj Praha 7    |
| 62 kg     | Oskar Janiak   | Hodonín       |
| 67 kg     | Ivan Komarňak  | Bratislava    |
| 73 kg     | Jiří Mekhed    | Spartak Plzeň |
| 79 kg     | Jiří Loukota   | Spartak Plzeň |
| 87 kg     | Jiří Kormaník  | Chomutov      |
| +87 kg    |                |               |

### 1961
Mistrovství se konalo v Hodoníně, v 8 hmotnostních kategoriích se utkalo 55 zápasníků z 15 oddílů.
| Kategorie | Vítěz             | Oddíl      |
| --------- | ----------------- | ---------- |
| 52 kg     | Štefan Kunetka    | Brno       |
| 57 kg     | Rudolf Lipták     | Chomutov   |
| 63 kg     | František Kukla   | Nitra      |
| 67 kg     | Ivan Kormaňák     | Bratislava |
| 73 kg     | Jan Durdovič      | Bratislava |
| 79 kg     | Svatopluk Vyvažil | Hodonín    |
| 87 kg     | Jaroslav Cikán    | Hodonín    |
| +87 kg    | Petr Kment        | RH Praha   |

### 1962
Mistrovství se konalo v Košicích, v 8 hmotnostních kategoriích se utkalo 94 zápasníků z 16 oddílů.
| Kategorie | Vítěz          | Oddíl         |
| --------- | -------------- | ------------- |
| 52 kg     | Štefan Kunetka | Bratislava    |
| 57 kg     | Michal Kula    | Nitra         |
| 63 kg     | Vojtech Tóth   | Bratislava    |
| 67 kg     | Jiří Mekhed    | Spartak Plzeň |
| 73 kg     | Jiří Loukota   | Spartak Plzeň |
| 79 kg     | Jiří Kormaník  | Chomutov      |
| 87 kg     | Kazimír Valach | Prievidza     |
| +87 kg    | Petr Kment     | RH Praha      |

### 1963
Mistrovství se konalo v Hodoníně, v 8 hmotnostních kategoriích se utkalo 49 zápasníků ze 14 oddílů.
| Kategorie | Vítěz               | Oddíl      |
| --------- | ------------------- | ---------- |
| 52 kg     | Karol Lázslo        | Bratislava |
| 57 kg     | Ondrej Korim        | RH Praha   |
| 63 kg     | Jiří Švec           | RH Praha   |
| 70 kg     | Miroslav Krupař     | Chomutov   |
| 78 kg     | Karol Zelenay       | Bratislava |
| 87 kg     | Václav Garbaczewski | RH Praha   |
| 97 kg     | Jaroslav Cikán      | Chomutov   |
| +97 kg    | Bohumil Kubát       | Chomutov   |

### 1964
Mistrovství se konalo v Táboře, v 8 hmotnostních kategoriích se utkalo 43 zápasníků ze 14 oddílů.
| Kategorie | Vítěz              | Oddíl         |
| --------- | ------------------ | ------------- |
| 52 kg     | Pavol Urbančok     | Hodonín       |
| 57 kg     | Július Túróczi     | Košice        |
| 63 kg     | Vojtech Tóth       | Teplice       |
| 70 kg     | Dominik Hajas      | Ružomberok    |
| 78 kg     | Jan Martínek       | Teplice       |
| 87 kg     | Jiří Loukota       | Spartak Plzeň |
| 97 kg     | Josef Přenosil     | RH Praha      |
| +97 kg    | František Bartůněk | Hodonín       |

### 1965
Mistrovství se konalo v Hodoníně.
| Kategorie | Vítěz            | Oddíl             |
| --------- | ---------------- | ----------------- |
| 52 kg     | Lázslo Karol     | Dukla Hodonín     |
| 57 kg     | Július Túróczi   | Lokomotiva Košice |
| 63 kg     | Vojtech Tóth     | SU Teplice        |
| 70 kg     | Jaromír Krejčí   | OP Prostějov      |
| 78 kg     | František Šimčík | ZJŠ Brno          |
| 87 kg     | Josef Urban      | Dukla Hodonín     |
| 97 kg     | Josef Přenosil   | SU Teplice        |
| +97 kg    | Bohumil Kubát    | VTŽ Chomutov      |

### 1966
Mistrovství se konalo v Ostravě.
| Kategorie | Vítěz            | Oddíl             |
| --------- | ---------------- | ----------------- |
| 52 kg     | Lázslo Karol     | Dukla Hodonín     |
| 57 kg     | Mikuláš Timko    | Lokomotiva Košice |
| 63 kg     | Josef Engel      | Bohemians Praha   |
| 70 kg     | Dominik Hajas    | Baník Prievidza   |
| 78 kg     | Jindřich Baturný | Dukla Hodonín     |
| 87 kg     | Josef Urban      | Dukla Hodonín     |
| 97 kg     | Karel Engel      | Bohemians Praha   |
| +97 kg    | Bohumil Kubát    | VTŽ Chomutov      |

### 1967
Mistrovství se konalo v Brně.
| Kategorie | Vítěz              | Oddíl           |
| --------- | ------------------ | --------------- |
| 52 kg     | Lázslo Karol       | Dukla Hodonín   |
| 57 kg     | Míčo Buzňakov      | Bohemians Praha |
| 63 kg     | Josef Engel        | RH Praha        |
| 70 kg     | Vlastimil Homola   | ZJŠ Brno        |
| 78 kg     | Josef Cajthaml     | Dukla Hodonín   |
| 87 kg     | Josef Urban        | SU Teplice      |
| 97 kg     | Karel Engel        | Bohemians Praha |
| +97 kg    | František Bartůněk | RH Praha        |

### 1968
Mistrovství se konalo v Prievidze.
| Kategorie | Vítěz          | Oddíl             |
| --------- | -------------- | ----------------- |
| 52 kg     | Pavol Urbančok | Baník Prievidza   |
| 57 kg     | Ján Mojžíš     | Baník Prievidza   |
| 63 kg     | Josef Engel    | RH Praha          |
| 70 kg     | Marian Jaroš   | Lokomotiva Košice |
| 78 kg     | Milan Zedník   | Dukla Hodonín     |
| 87 kg     | Kazimír Valach | Baník Prievidza   |
| 97 kg     | Karel Engel    | Bohemians Praha   |
| +97 kg    | Bohumil Kubát  | VTŽ Chomutov      |

### 1969
Mistrovství se konalo v Košicích, v 10 hmotnostních kategoriích se utkalo 73 zápasníků z 15 oddílů.
| Kategorie | Vítěz          | Oddíl       |
| --------- | -------------- | ----------- |
| 48 kg     | Marcel Míček   | Košice      |
| 52 kg     | Karol Lázslo   | Bratislava  |
| 57 kg     | Julius Túroczi | Košice      |
| 62 kg     | Josef Sršeň    | RH Praha    |
| 68 kg     | Josef Engel    | RH Praha    |
| 74 kg     | Milan Kuna     | Prievidza   |
| 82 kg     | Josef Cajthaml | Sj MP Plzeň |
| 90 kg     | Kazimír Valach | Prievidza   |
| 100 kg    | Karel Engel    | RH Praha    |
| +100 kg   | Andrej Burik   | Snina       |

### 1970
Mistrovství se konalo v Bratislavě, v 10 hmotnostních kategoriích se utkalo 98 zápasníků ze 14 oddílů.
| Kategorie | Vítěz          | Oddíl       |
| --------- | -------------- | ----------- |
| 48 kg     | Marcel Míček   | Košice      |
| 52 kg     | Jozef Klimčák  | Košice      |
| 57 kg     | Milan Macho    | Bratislava  |
| 62 kg     | Jan Výskok     | Prievidza   |
| 68 kg     | Josef Engel    | RH Praha    |
| 74 kg     | Josef Völc     | Prievidza   |
| 82 kg     | Josef Cajthaml | Sj MP Plzeň |
| 90 kg     | Kazimír Valach | Prievidza   |
| 100 kg    | Karel Engel    | RH Praha    |
| +100 kg   | Andrej Burik   | Snina       |

### 1971
Mistrovství se konalo v Praze, v 10 hmotnostních kategoriích se utkalo 98 zápasníků ze 14 oddílů.
| Kategorie | Vítěz          | Oddíl      |
| --------- | -------------- | ---------- |
| 48 kg     | Marcel Míček   | Košice     |
| 52 kg     | Jozef Klimčák  | Košice     |
| 57 kg     | Michal Macura  | Košice     |
| 62 kg     | Jan Výskok     | Prievidza  |
| 68 kg     | Josef Engel    | RH Praha   |
| 74 kg     | Josef Völc     | Prievidza  |
| 82 kg     | Juraj Kováč    | Bratislava |
| 90 kg     | Ján Durdovič   | Bratislava |
| 100 kg    | Karel Engel    | RH Praha   |
| +100 kg   | Oldřich Vlasák | RH Praha   |

### 1972
Mistrovství se konalo v Prievidze, v 10 hmotnostních kategoriích se utkalo 94 zápasníků z 19 oddílů.
| Kategorie | Vítěz                       | Oddíl          |
| --------- | --------------------------- | -------------- |
| 48 kg     | Vladislav Liker             | Košice         |
| 52 kg     | Pavol Urbančok              | Prievidza      |
| 57 kg     | Ján Jankovič                | Prievidza      |
| 62 kg     | Josef Sršeň                 | RH Praha       |
| 68 kg     | Josef Engel                 | RH Praha       |
| 74 kg     | Milan Kuna                  | Prievidza      |
| 82 kg     | Juraj Kovacs                | Bratislava     |
| 90 kg     | Kazimír Valach              | Prievidza      |
| 100 kg    | Petr Drozda                 | RH Praha       |
| +100 kg   | Andrej Burik Oldřich Vlasák | Snina RH Praha |

### 1973
Mistrovství se konalo v Praze, v 10 hmotnostních kategoriích se utkalo 94 zápasníků z 18 oddílů.
| Kategorie | Vítěz          | Oddíl      |
| --------- | -------------- | ---------- |
| 48 kg     | Ján Mihalčin   | Snina      |
| 52 kg     | Pavol Urbančok | Prievidza  |
| 57 kg     | Otto Vozár     | Košice     |
| 62 kg     | Peter Letko    | Košice     |
| 68 kg     | Josef Engel    | RH Praha   |
| 74 kg     | Miroslav Musil | RH Praha   |
| 82 kg     | Juraj Kovacs   | Bratislava |
| 90 kg     | Kazimír Valach | Prievidza  |
| 100 kg    | Petr Drozda    | RH Praha   |
| +100 kg   | Oldřich Vlasák | RH Praha   |

### 1974
Mistrovství se konalo v Prievidze, v 10 hmotnostních kategoriích se utkalo 105 zápasníků z 18 oddílů.
| Kategorie | Vítěz          | Oddíl       |
| --------- | -------------- | ----------- |
| 48 kg     | Ján Mendel     | Prievidza   |
| 52 kg     | Pavol Urbančok | Prievidza   |
| 57 kg     | Otto Vozár     | Košice      |
| 62 kg     | Tibor Hakszer  | Bratislava  |
| 68 kg     | Miroslav Musil | RH Praha    |
| 74 kg     | Dan Karabin    | RH Praha    |
| 82 kg     | Josef Cajthaml | Sj MP Plzeň |
| 90 kg     | Milan Kuna     | Prievidza   |
| 100 kg    | Petr Drozda    | RH Praha    |
| +100 kg   | Andrej Burik   | Snina       |

### 1975
Mistrovství se konalo v Košicích, v 10 hmotnostních kategoriích se utkalo 96 zápasníků z 19 oddílů.
| Kategorie | Vítěz          | Oddíl      |
| --------- | -------------- | ---------- |
| 48 kg     | Ján Michalčín  | Snina      |
| 52 kg     | Petr Jesenič   | Bratislava |
| 57 kg     | Josef Klimčák  | Košice     |
| 62 kg     | Peter Letko    | Košice     |
| 68 kg     | Marian Jaroš   | Košice     |
| 74 kg     | Dan Karabin    | RH Praha   |
| 82 kg     | Arnošt Böhm    | RH Praha   |
| 90 kg     | Ján Tokár      | Košice     |
| 100 kg    | Oldřich Vlasák | RH Praha   |
| +100 kg   | Petr Drozda    | RH Praha   |

### 1976
Mistrovství se konalo v Bratislavě, v 10 hmotnostních kategoriích se utkalo 85 zápasníků z 23 oddílů.
| Kategorie | Vítěz            | Oddíl      |
| --------- | ---------------- | ---------- |
| 48 kg     | Ladislav Liker   | Košice     |
| 52 kg     | Milan Mendel     | Prievidza  |
| 57 kg     | Josef Klimčák    | Košice     |
| 62 kg     | Tibor Hakszer    | Bratislava |
| 68 kg     | Gabriel Juhas    | Košice     |
| 74 kg     | František Fábrik | Prievidza  |
| 82 kg     | Arnošt Böhm      | RH Praha   |
| 90 kg     | Kazimír Valach   | Prievidza  |
| 100 kg    | Petr Drozda      | RH Praha   |
| +100 kg   | Andrej Burik     | Svina      |

### 1977
Mistrovství se konalo v Prievidze, v 10 hmotnostních kategoriích se utkalo 84 zápasníků z 16 oddílů.
| Kategorie | Vítěz            | Oddíl      |
| --------- | ---------------- | ---------- |
| 48 kg     | Ladislav Liker   | Košice     |
| 52 kg     | Milan Kapolka    | Košice     |
| 57 kg     | Josef Klimčák    | Košice     |
| 62 kg     | Wiliam Hönsch    | Košice     |
| 68 kg     | Gabriel Juhas    | Košice     |
| 74 kg     | Dan Karabin      | RH Praha   |
| 82 kg     | František Fábrik | Prievidza  |
| 90 kg     | Igor Dugovič     | Bratislava |
| 100 kg    | Július Strnisko  | RH Praha   |
| +100 kg   | Petr Drozda      | RH Praha   |

### 1978
Mistrovství se konalo v Prievidze, v 10 hmotnostních kategoriích se utkalo 93 zápasníků ze 17 oddílů.
| Kategorie | Vítěz           | Oddíl    |
| --------- | --------------- | -------- |
| 48 kg     | Ján Židzik      | Snina    |
| 52 kg     | Michal Kapolka  | Košice   |
| 57 kg     | Josef Klimčák   | Košice   |
| 62 kg     | Josef Čulák     | RH Praha |
| 68 kg     | Gabriel Juhas   | Košice   |
| 74 kg     | Arnošt Böhm     | Nový Bor |
| 82 kg     | Dan Karabin     | RH Praha |
| 90 kg     | Juraj Kucirko   | Košice   |
| 100 kg    | Július Strnisko | RH Praha |
| +100 kg   | Petr Drozda     | RH Praha |

### 1979
Mistrovství se konalo v Prievidze, v 10 hmotnostních kategoriích se utkalo 74 zápasníků z 18 oddílů.
| Kategorie | Vítěz            | Oddíl      |
| --------- | ---------------- | ---------- |
| 48 kg     | Ján Židzik       | Košice     |
| 52 kg     | Michal Kapolka   | Košice     |
| 57 kg     | Milan Mendel     | Trenčín    |
| 62 kg     | Josef Klimčák    | Košice     |
| 68 kg     | Josef Halaburd   | Prievidza  |
| 74 kg     | Dan Karabin      | RH Praha   |
| 82 kg     | František Fábrik | Prievidza  |
| 90 kg     | Igor Dugovič     | Bratislava |
| 100 kg    | Július Strnisko  | RH Praha   |
| +100 kg   | Milan Ježek      | Brno       |

### 1980
Mistrovství se konalo v Prievidze, v 10 hmotnostních kategoriích se utkalo 94 zápasníků z 18 oddílů.
| Kategorie | Vítěz               | Oddíl           |
| --------- | ------------------- | --------------- |
| 48 kg     | Ján Hribik          | Trenčín         |
| 52 kg     | Jozef Schwendtner   | Dunajská Streda |
| 57 kg     | Ferdinand Schlenker | Prievidza       |
| 62 kg     | Lud. Halazs         | Filakovo        |
| 68 kg     | Gabriel Juhas       | Košice          |
| 74 kg     | Dan Karabin         | RH Praha        |
| 82 kg     | Pavol Sabo          | Košice          |
| 90 kg     | Juraj Kucirko       | Košice          |
| 100 kg    | Július Strnisko     | RH Praha        |
| +100 kg   | Milan Ježek         | Brno            |

### 1981
Mistrovství se konalo v Praze, v 10 hmotnostních kategoriích se utkalo 60 zápasníků z 19 oddílů.
| Kategorie | Vítěz             | Oddíl           |
| --------- | ----------------- | --------------- |
| 48 kg     |                   |                 |
| 52 kg     | Michal Kapolka    | Košice          |
| 57 kg     | Jozef Schwendtner | Dunajská Streda |
| 62 kg     | Josef Čulák       | Košice          |
| 68 kg     | Wiliam Hönsch     | Košice          |
| 74 kg     | Dan Karabin       | RH Praha        |
| 82 kg     | František Fábrik  | Prievidza       |
| 90 kg     | Jusef Dugovič     | Bratislava      |
| 100 kg    | Július Strnisko   | RH Praha        |
| +100 kg   | Ján Geschvandtner | Prievidza       |

### 1982
Mistrovství se konalo v Třinci, v 10 hmotnostních kategoriích se utkalo 84 zápasníků z 16 oddílů.
| Kategorie | Vítěz             | Oddíl           |
| --------- | ----------------- | --------------- |
| 48 kg     | Ján Hribik        | Baník Prievidza |
| 52 kg     | Michal Kapolka    | Košice          |
| 57 kg     | Jozef Schwendtner | Dunajská Streda |
| 62 kg     | Josef Čulák       | Košice          |
| 68 kg     | Gabriel Juhas     | Košice          |
| 74 kg     | Dan Karabin       | RH Praha        |
| 82 kg     | Juraj Kucirko     | Košice          |
| 90 kg     | František Fábrik  | Prievidza       |
| 100 kg    | Július Strnisko   | RH Praha        |
| 130 kg    | Miroslav Luberda  | Košice          |

### 1983
Mistrovství se konalo v Košicích, v 10 hmotnostních kategoriích se utkalo 92 zápasníků z 15 oddílů.
| Kategorie | Vítěz             | Oddíl           |
| --------- | ----------------- | --------------- |
| 48 kg     | Ján Hribik        | Baník Prievidza |
| 52 kg     | Ján Ondika        | Trenčín         |
| 57 kg     | Miroslav Jedlička | Košice          |
| 62 kg     | Jozef Schwendtner | Dunajská Streda |
| 68 kg     | Gabriel Juhas     | Košice          |
| 74 kg     | Dan Karabin       | RH Praha        |
| 82 kg     | František Fábrik  | Prievidza       |
| 90 kg     | Juraj Kucirko     | Košice          |
| 100 kg    | Pavol Kostivar    | Prievidza       |
| 130 kg    | Milan Ježek       | Brno            |

### 1984
Mistrovství se konalo v Prievidze, v 10 hmotnostních kategoriích se utkalo 75 zápasníků z 16 oddílů.
| Kategorie | Vítěz               | Oddíl           |
| --------- | ------------------- | --------------- |
| 48 kg     | Dezider Arendáš     | Prievidza       |
| 52 kg     | Ján Hribik          | Filakovo        |
| 57 kg     | Ferdinand Schlenker | Prievidza       |
| 62 kg     | Jozef Schwendtner   | Dunajská Streda |
| 68 kg     | Milan Mendel        | Prievidza       |
| 74 kg     | Dan Karabin         | RH Praha        |
| 82 kg     | Jozef Lohyňa        | RH Praha        |
| 90 kg     | Juraj Kucirko       | Košice          |
| 100 kg    | Július Strnisko     | RH Praha        |
| 130 kg    | Miroslav Luberda    | RH Praha        |

### 1985
Mistrovství se konalo v Trenčíně, v 10 hmotnostních kategoriích se utkalo 84 zápasníků ze 14 oddílů.
| Kategorie | Vítěz             | Oddíl     |
| --------- | ----------------- | --------- |
| 48 kg     | Josef Okoličanyi  | Košice    |
| 52 kg     | Dezider Arendáš   | Trenčín   |
| 57 kg     | Miroslav Jedlička | Košice    |
| 62 kg     | Jozef Schwendtner | Trenčín   |
| 68 kg     | Wiliam Hönsch     | Košice    |
| 74 kg     | Dan Karabin       | RH Praha  |
| 82 kg     | František Fábrik  | Prievidza |
| 90 kg     | Juraj Kucirko     | Košice    |
| 100 kg    | Josef Čermák      | RH Praha  |
| 130 kg    | Július Strnisko   | RH Praha  |

### 1986
Mistrovství se konalo v Trenčíně, v 10 hmotnostních kategoriích se utkalo 84 zápasníků ze 14 oddílů.
| Kategorie | Vítěz             | Oddíl      |
| --------- | ----------------- | ---------- |
| 48 kg     | Dezider Arendáš   | Trenčín    |
| 52 kg     | Ján Vagač         | Košice     |
| 57 kg     | Miroslav Jedlička | Košice     |
| 62 kg     | Josef Čulák       | Košice     |
| 68 kg     | Wiliam Hönsch     | Košice     |
| 74 kg     | Ľubomír Holoubek  | Prievidza  |
| 82 kg     | Jozef Lohyňa      | RH Praha   |
| 90 kg     | František Fábrik  | Košice     |
| 100 kg    | Milan Mazač       | Bratislava |
| 130 kg    | Vladimír Kovač    | Prievidza  |

### 1987
Mistrovství se konalo v Ostravě, v 10 hmotnostních kategoriích se utkalo 80 zápasníků z 18 oddílů.
| Kategorie | Vítěz            | Oddíl     |
| --------- | ---------------- | --------- |
| 48 kg     | Dezider Arendáš  | Prievidza |
| 52 kg     | Ján Vagač        | Košice    |
| 57 kg     | Marian Vohnout   | Prievidza |
| 62 kg     | Josef Švajlenka  | Prievidza |
| 68 kg     | Miroslav Galbavý | Trenčín   |
| 74 kg     | Jaroslav Bago    | Prievidza |
| 82 kg     | Ľubomír Holoubek | Prievidza |
| 90 kg     | Jozef Lohyňa     | RH Praha  |
| 100 kg    | Július Strnisko  | RH Praha  |
| 130 kg    | Miroslav Luberda | Košice    |

### 1988
Mistrovství se konalo v Třinci, v 10 hmotnostních kategoriích se utkalo 88 zápasníků z 20 oddílů.
| Kategorie | Vítěz            | Oddíl           |
| --------- | ---------------- | --------------- |
| 48 kg     | Josef Okoličanyi | Košice          |
| 52 kg     | Marian Mesaroš   | Trenčín         |
| 57 kg     | Ján Vagač        | Košice          |
| 62 kg     | Milan Sipos      | Dunajská Streda |
| 68 kg     | Miroslav Galbavý | Trenčín         |
| 74 kg     | Milan Revický    | Trenčín         |
| 82 kg     | Ľubomír Holoubek | Prievidza       |
| 90 kg     | Jozef Lohyňa     | RH Praha        |
| 100 kg    | Július Strnisko  | RH Praha        |
| 130 kg    | Radim Vokurka    | RH Praha        |

### 1989
Mistrovství se konalo v Prievidze, v 10 hmotnostních kategoriích se utkalo 68 zápasníků z 15 oddílů.
| Kategorie | Vítěz                | Oddíl           |
| --------- | -------------------- | --------------- |
| 48 kg     | Alexander Okoličanyi | Košice          |
| 52 kg     | Dezider Arendáš      | Prievidza       |
| 57 kg     | Jaroslav Gabčo       | RH Praha        |
| 62 kg     | Josef Schvendtner    | Dunajská Streda |
| 68 kg     | Miroslav Galbavý     | Trenčín         |
| 74 kg     | Milan Revický        | Trenčín         |
| 82 kg     | Ľubomír Holoubek     | Prievidza       |
| 90 kg     | Josef Palatinus      | Trenčín         |
| 100 kg    | Roman Púchovský      | Košice          |
| 130 kg    | Vladimir Kovač       | Prievidza       |

### 1990
Mistrovství se konalo v Praze, v 10 hmotnostních kategoriích se utkalo 92 zápasníků z 18 oddílů.
| Kategorie | Vítěz                | Oddíl     |
| --------- | -------------------- | --------- |
| 48 kg     | Alexander Okoličanyi | Košice    |
| 52 kg     | Dezider Arendáš      | Prievidza |
| 57 kg     | Marian Mesaroš       | Trenčín   |
| 62 kg     | Zdeno Belák          | Trenčín   |
| 68 kg     | Jozef Švajlenka      | Prievidza |
| 74 kg     | Milan Revický        | Trenčín   |
| 82 kg     | Martin Gažur         | RH Praha  |
| 90 kg     | Jozef Lohyňa         | RH Praha  |
| 100 kg    | Milan Mazač          | RH Praha  |
| 130 kg    | Juraj Štěch          | RH Praha  |

### 1991
Mistrovství se konalo v Praze, v 10 hmotnostních kategoriích se utkalo 95 zápasníků z 18 oddílů.
| Kategorie | Vítěz            | Oddíl           |
| --------- | ---------------- | --------------- |
| 48 kg     | Luděk Burian     | PSK OLYMP Praha |
| 52 kg     | Arnold Csicsay   | Bratislava      |
| 57 kg     | Štefan Fernyák   | Dunajská Streda |
| 62 kg     | Štefan Skaný     | Bratislava      |
| 68 kg     | Jozef Švajlenka  | Prievidza       |
| 74 kg     | Milan Revický    | Trenčín         |
| 82 kg     | Martin Gažur     | PSK OLYMP Praha |
| 90 kg     | Jozef Lohyňa     | PSK OLYMP Praha |
| 100 kg    | Milan Mazač      | PSK OLYMP Praha |
| 130 kg    | Miroslav Luberda | Košice          |

### 1992
Mistrovství se konalo v Trenčíně, v 10 hmotnostních kategoriích se utkalo 95 zápasníků z 18 oddílů.
| Kategorie | Vítěz            | Oddíl             |
| --------- | ---------------- | ----------------- |
| 48 kg     | Roman Kollar     | Dukla Trenčín     |
| 52 kg     | Luboš Čikel      | Dukla Trenčín     |
| 57 kg     | Mário Hromádka   | Dukla Trenčín     |
| 62 kg     | Sylvestr Nagy    | Dunajská Streda   |
| 68 kg     | Jozef Švajlenka  | Baník Prievidza   |
| 74 kg     | Milan Revický    | Dukla Trenčín     |
| 82 kg     | Martin Gažur     | OLYMP Praha       |
| 90 kg     | Ľubomír Holoubek | Baník Prievidza   |
| 100 kg    | Milan Mazač      | OLYMP Praha       |
| 130 kg    | Petio Makedonov  | Lokomotiva Košice |

## Družstva
| Rok   | Řecko-římský      | Volný styl             |
| ----- | ----------------- | ---------------------- |
| 1952  | ATK Praha         |                        |
| 1953  | ATK Praha         |                        |
| 1954  | RH Praha          |                        |
| 1955  | ?                 |                        |
| 1956  | ÚDA Praha         |                        |
| 1957  | RH Praha          |                        |
| 1958  | VTŽ Chomutov      |                        |
| 1959  | VTŽ Chomutov      |                        |
| 1960  | VTŽ Chomutov      |                        |
| 1961  | VTŽ Chomutov      |                        |
| 1962  | VTŽ Chomutov      |                        |
| 19636 | VTŽ Chomutov      | RH Praha               |
| 1964  | Rudá Hvězda       | Rudá Hvězda            |
| 1965  | Sklounion Teplice | Dunajplavba Bratislava |
| 1966  | RH Praha          | Baník Prievidza        |
| 1967  | Sklounion Teplice | Lokomotiva Košice      |
| 1968  | VTŽ Chomutov      | Dunajplavba Bratislava |
| 1969  | VTŽ Chomutov      | Dunajplavba Bratislava |
| 1970  | Baník Ostrava     | Dunajplavba Bratislava |
| 1971  | SU Teplice        | Lokomotiva Košice      |
| 1972  | Baník Ostrava     | Baník Prievidza        |
| 1973  | Baník Ostrava     | Lokomotiva Košice      |
| 1974  | Baník Ostrava     | RH Praha               |
| 1975  | Baník Ostrava     | Lokomotiva Košice      |
| 1976  | Baník Ostrava     | Lokomotiva Košice      |
| 1977  | Baník Ostrava     | Lokomotiva Košice      |
| 1978  | SU Teplice        | Lokomotiva Košice      |
| 1979  | Baník Ostrava     | Lokomotiva Košice      |
| 1980  | Baník Ostrava     | Lokomotiva Košice      |
| 1981  | Baník Ostrava     | Lokomotiva Košice      |
| 1982  | Baník Ostrava     | Lokomotiva Košice      |
| 1983  | Baník Ostrava     | Baník Prievidza        |
| 1984  | Baník Ostrava     | Baník Prievidza        |
| 1985  | Dukla Trenčín     | Baník Prievidza        |
| 1986  | Baník Ostrava     | Baník Prievidza        |
| 1987  | Baník Ostrava     | Baník Prievidza        |
| 1988  | Dukla Trenčín     | Baník Prievidza        |
| 1989  | Dukla Trenčín     | Baník Prievidza        |
| 1990  | Dukla Trenčín     | Dukla Trenčín          |
| 1991  | Dukla Trenčín     | Olymp Praha            |
| 1992  | Valzap Chomutov   | Valzap Chomutov        |